# Baron Joicey

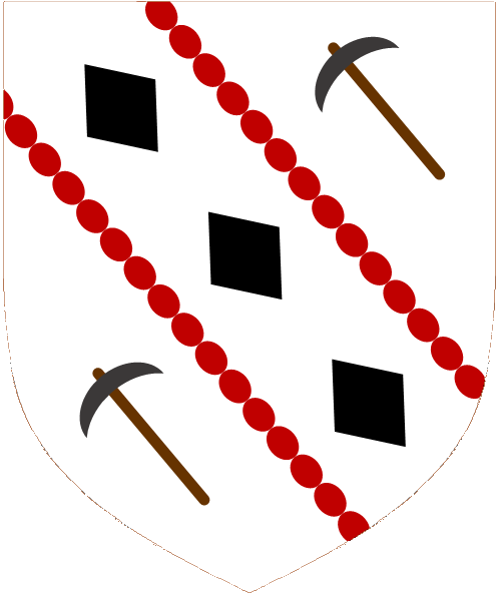
Wappen der Barone Joicey

Baron Joicey, of Chester-le-Street in the County of Durham, ist ein erblicher britischer Adelstitel in der Peerage of the United Kingdom.
Familiensitz der Barone ist Etal Manor bei Berwick-upon-Tweed in Northumberland.

## Verleihung
Der Titel wurde am 13. Januar 1906 für den Bergbauunternehmer und ehemaligen liberalen Unterhausabgeordneten Sir James Joicey, 1. Baronet geschaffen. Diesem war bereits am 3. Juli 1893 in der Baronetage of the United Kingdom der fortan nachgeordnete Titel Baronet, of Longhirst and of Ulgham both in the County of Northumberland, verliehen worden.
Heutiger Titelinhaber ist seit 1993 sein Urenkel James Joicey als 5. Baron.

## Liste der Barone Joicey (1906)
- James Joicey, 1. Baron Joicey (1846–1936)
- James Joicey, 2. Baron Joicey (1880–1940)
- Hugh Joicey, 3. Baron Joicey (1881–1966)
- Michael Joicey, 4. Baron Joicey (1925–1993)
- James Joicey, 5. Baron Joicey (* 1953)

Titelerbe (Heir Apparent) ist der Sohn des aktuellen Titelinhabers Hon. William Joicey (* 1990).